# Astrid Lindgrenová
Astrid Lindgrenová,  výslovnost, rodným jménem Astrid Anna Emilia Ericssonová (14. listopadu 1907 Vimmerby – 28. ledna 2002 Stockholm), byla švédská autorka knih pro děti. Mimo příběhy pro děti psala i romány, povídky, divadelní hry, poezii, filmové a divadelní scénáře. Její knihy byly přeloženy do 70 jazyků ve více než 100 zemích po celém světě. V roce 1958 jí byla udělena Cena Hanse Christiana Andersena, která je považována za nejvyšší možné ocenění autorů dětských knih.

## Život
Astrid Lindgrenová vyrůstala v městečku Vimmerby ve Švédsku. Mnoho jejích knih je inspirováno vlastním dětstvím, které strávila na farmě svého otce Samuela Augusta Ericssona (1875–1969). Astrid byla druhým dítětem, narodila se rok po Gunnarovi (1906–1974), následovaly další dvě dívky, Stina (1911–2002) a Ingegerd (1916–1997).
V roce 1923 začala pracovat v lokálním tisku, ale do dvou let otěhotněla s ženatým kolegou (měl sedm dětí) a byla nucena pod tlakem okolí odejít z domova. V Kodani 4. prosince 1926 porodila syna Larse, kterého z nedostatku financí dala do pěstounské péče. Poté odjela do Stockholmu, kde začala pracovat jako sekretářka. V dubnu 1931 se provdala za Sture Lindgrena (1898–1952), který se kvůli ní rozvedl, což jí umožnilo vzít si zpět syna. 21. května 1934 se jí narodila dcera Karin. 
Od roku 1937 pracovala jako stenografka (všechny rukopisy psala těsnopisem) pro švédského profesora kriminalistiky Harry Södermana. Tato práce ji inspirovala k napsání tří románů o chlapci Kalle Blomkvistovi, který s partou kamarádů řeší různé detektivní případy.
Nejslavnější postava Lindgrenové Pipi Dlouhá punčocha vznikla z příběhů, které vyprávěla své dceři před spaním. Kniha se stala rychle velmi úspěšnou a udělala z Lindgrenové mezinárodně známou autorku.
V roce 1976 Astrid Lindgrenová zjistila, že její mezní daňová sazba představuje 102 % zdanitelných příjmů. Napsala proto povídku Pomperipossa ve světě peněz, která vyprovokovala velké diskuse o švédském daňovém systému a pravděpodobně přispěla k první volební porážce Sociální demokracie po čtyřiceti letech vládnutí.
Astrid Lindgrenová aktivně podporovala dětská a zvířecí práva, stejně jako práva menšin. Za tuto činnost jí byla v roce 1994 udělena cena Right Livelihood Award (Správný život), se zdůvodněním „Za jedinečné autorské dílo věnované právům dětí a respektu k jejich individualitě“.
Astrid Lindgrenová obdržela v letech 1944 až 2001 velké množství mezinárodních i domácích vyznamenání a literárních cen, z nichž nejvýznamnější je Cena Hanse Christiana Andersena, která jí byla udělena v roce 1958.
V roce 2002 po její smrti švédská vláda zavedla Cenu Astrid Lindgrenové pro spisovatele dětské literatury. V jejím rodném městě Vimmerby v roce 1981 vznikl zábavní park Svět Astrid Lindgrenové.

## Literární dílo

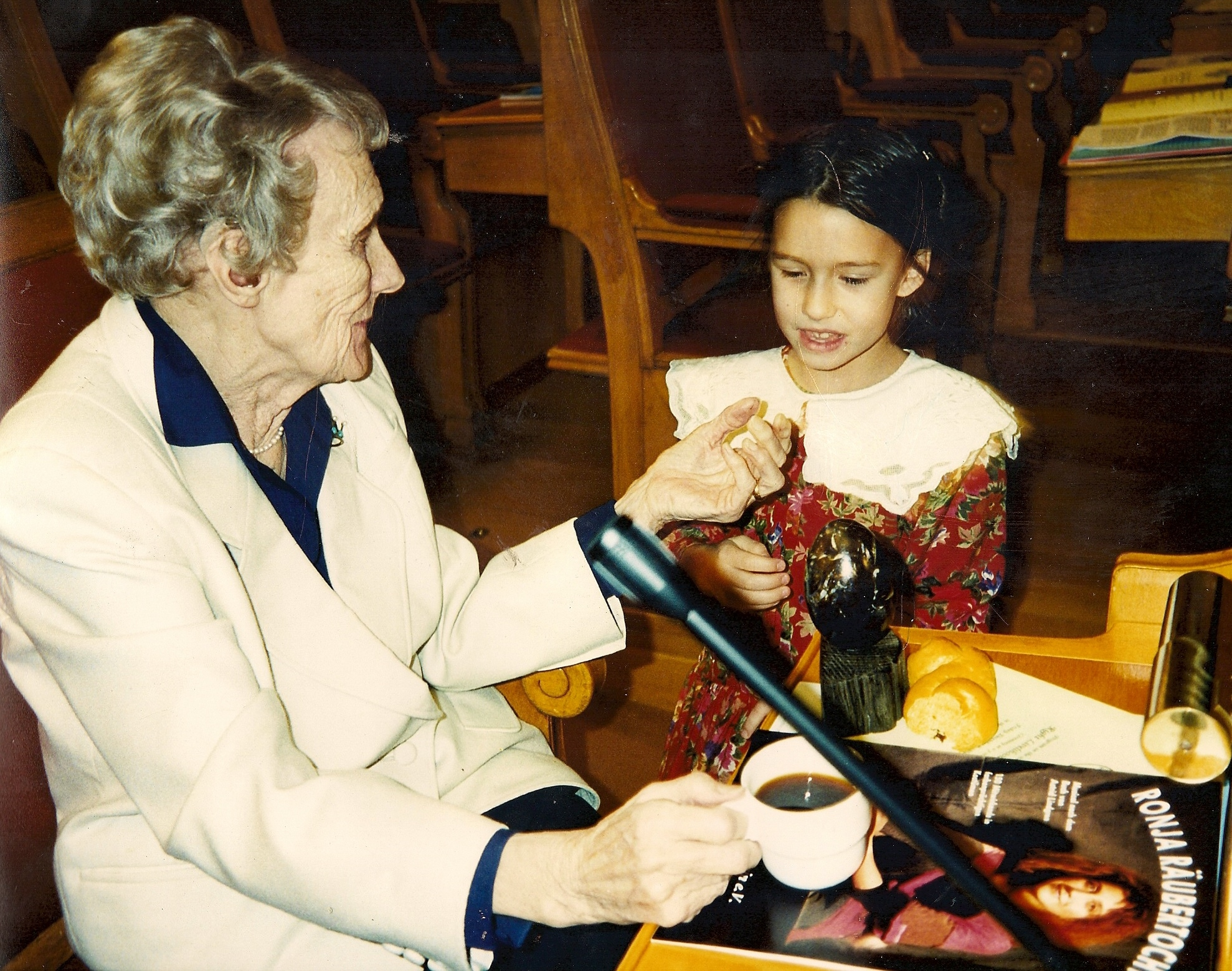
Astrid Lindgrenová v roce 1994

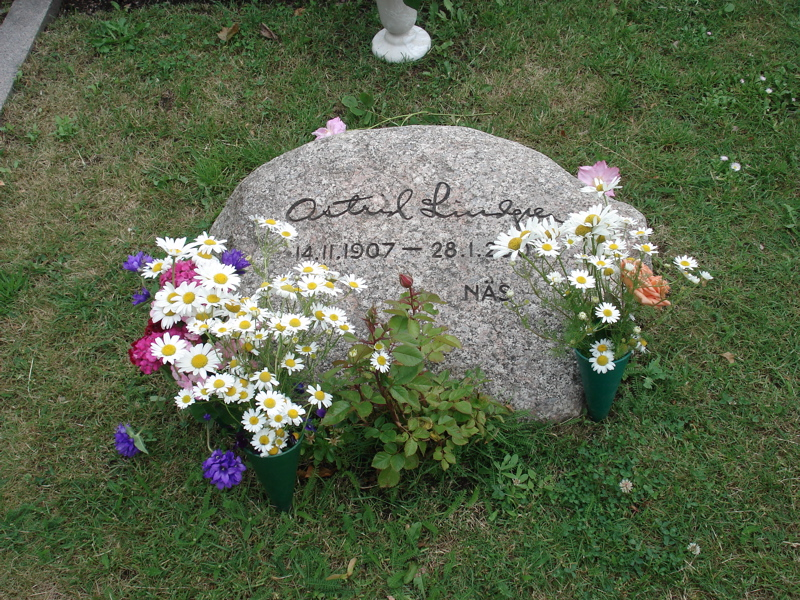
Spisovatelčin hrob

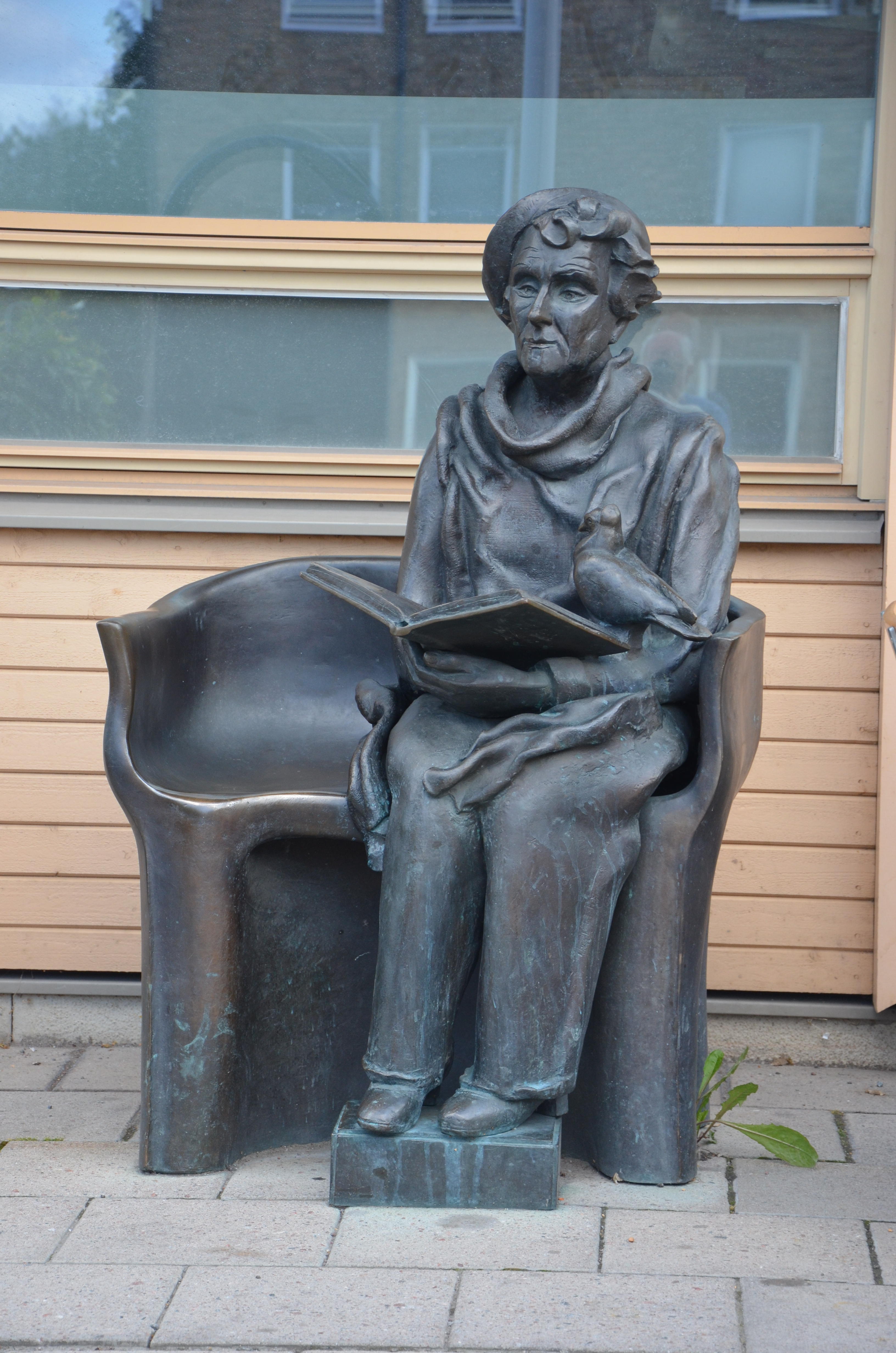
Socha Astrid Lindgrenové v Solně od Herthy Hillfonové.

- Britt-Mari lättar sitt hjärta (1944, Britt-Mari se svěřuje), dívčí román.
- Pippi Långstrump (Pipi Dlouhá punčocha), autorčino nejslavnější dílo vypravující na hranici reality a dobrodružné pohádky příběh devítileté osiřelé dcerušky námořního kapitána, která po otci zdědila nebojácnost a umí si ve všech životních situacích poradit. Dílo se skládá ze tří částí:
  - Pippi Långstrump (1945, Pipi Dlouhá punčocha),
  - Pippi Långstrump går ombord (1946, Pipi Dlouhá punčocha se nalodí),
  - Pippi Långstrump i Söderhavet (1948, Pipi Dlouhá punčocha v Tichomoří).
- Mästerdetektiven Blomkvist (Velký detektiv Blomkvist), série tří dětských detektivních románů, jejichž hrdinou je třináctiletý vyšetřovatel Kalle Blomkvist.
  - Mästerdetektiven Blomkvist (1946, Velký detektiv Blomkvist), česky jako Detektiv Kalle má podezření,
  - Mästerdetektiven Blomkvist lever farligt (1951, Velký detektiv Blomkvist žije nebezpečně), česky jako Svěřte případ Kallovi,
  - Kalle Blomkvist zasahuje (1953, Kalle Blomkvist a Rasmus), česky jako Kalle Blomkvist zasahuje.
- Jag vill inte gå och lägga mej (1947, Já ještě nechci jít spát), pohádka.
- Alla vi barn i Bullerbyn (Děti z Bullerbynu), společně vydávaná série tří autorčiných knih o příhodách šesti dětí z malé vesničky:
  - Alla vi barn i Bullerbyn (1947, Děti z Bullerbynu),
  - Mer om oss barn i Bullerbyn (1949, Víc o nás dětech z Bullerbynu),
  - Bara roligt i Bullerbyn (1952, V Bullerbynu je stále veselo).
- Nils Karlsson Pyssling (1949, Skřítek Nils Karlsson), sbírka pohádek obsahující mimo jiné příběhy Peter och Petra (Petr a Petra), Allrakäraste Syster (Nejmilejší sestra) a další.
- Kati, satirická trilogie dívčích románů zabývající se například rasismem i postavením žen:
  - Kati i Amerika (1950, Kati v Americe),
  - Kati i Italien (1952, Kati v Itálii),
  - Kati i Paris (1954, Kati v Paříži).
- Kajsa Kavat (1950, Kajsa Nebojsa), sbírka deseti povídek.
- Jag vill också gå i skolan (1951, Já chci taky do školy), veselé a půvabné vyprávění o dvou sourozencích.
- Mio, min Mio (1954, Mio, můj Mio), fantaskní příběh o lásce a přátelství, o samotě a smrti, o odvaze a smyslu pro spravedlnost a o odvěké touze lidí po svobodě a štěstí.
- Karlsson på taket (Karkulín ze střechy), trilogie, jejímž hrdinou je malý tlouštík s vrtulkou na zádech, který umí létat a který je obdařeném všemožnými zlozvyky dětí i dospělých:
  - Lillebror och Karlsson på taket (1955, Bratříček a Karkulín ze střechy),
  - Karlsson på taket flyger igen (1962), Karkulín ze střechy opět létá),
  - Karlsson på taket smyger igen (1968), Karkulín ze střechy se plíží).
- Rasmus på luffen (1956, Rasmus tulákem), příběh devítiletého Rasmuse, který uteče z dětského domova a prožije pět krásných a dobrodružných dnů.
- Rasmus, Pontus och Toker (1957, Kluci darebáci a pes), dětská detektivka o odhalení zlodějů sbírky stříbrných předmětů.
- Lotta på Bråkmakargatan (Lotta z Rošťácké uličky), příběhy malé Lotty, která má vždy úžasné a originální plány a nápady.
  - Barnen på Bråkmakargatan (1958, Děti z Rošťácké uličky),
  - Lotta på Bråkmakargatan (1961, Lotta z Rošťácké uličky).
- Sunnanäng (1959, Jižní louka).
- Tomte Tummetott (1960), adaptace básně Tomten od Viktora Rydberga.
- Madicken (Madynka), rošťácké příběhy sedmileté holčičky:
  - Madicken (1960, Madynka),
  - Madicken och Junibackens Pims (1976, Madynka zachránkyně),
  - Titta Madicken, det snöar (1983),
  - Allas vår Madicken (1983),
  - När Lisabet pillade in en ärta i näsan (1991),
  - Jullov är ett bra påhitt, sa Madicken (1993).
- Emil i Lönneberga (Emil Neplecha), příběhy neposedného chlapce, který pro neobyčejnou čilost přivádí rodinu a někdy i širší okolí do zoufalství:
  - Emil i Lönneberga (1963, Emil Neplecha),
  - Nya hyss av Emil i Lönneberga (1966, Emilovy skopičiny),
  - Än lever Emil i Lönneberga (1970, Emilovy další skopičiny),
  - Ida och Emil i Lönneberga (1989, Emil a Ida).
- Vi på Saltkråkan (1964, My z ostrova Saltkråkan), veselé i napínavé vyprávění ze života party dětí z ostrova Saltkråkan.
- Bröderna Lejonhjärta (1973, Bratři Lví srdce), strhující příběh odvahy, cti a věrného přátelství, které zvítězí nad smrtí, zradou a nenávistí.
- Samuel August från Sevedstorp och Hanna i Hult (1975, Samuel August ze Sevedstorpu a Hanna z Hultu), biografie spisovatelčiných rodičů..
- Pomperipossa i Monismanien (1976, Pomperipossa ve světě peněz), satira na finanční poměry ve Švédsku.
- Ronja Rövardotter (1981, Ronja, dcera loupežníka), příběh dcerky velitele bandy loupežníků.
- Julberättelser (1985, Vánoční příběhy), povídky a pohádky.
- Draken med de röda ögonen (1985, Dráček s červenýma očima), příběh zeleného dráčka s velkýma červenýma očima, který se narodil v prasečím chlívku.
- Skinn Skerping – Hemskast av alla spöken i Småland (1986, Strašidlo Sušinka – největší bubák ve Smålandu), příběhy rozpustilého kluka.
- Assar Bubbla (1986, Zlodějíček Bubla), tlouštík Bubla málem ukradne aktovku Astrid Lindgrenové s rukopisem Pipi Dlouhé punčochy.
- Krigsdagböcker 1939–1945 (2015, Válečné deníky 1939–1945), posmrtně.

## Filmové a televizní adaptace
- Mästerdetektiven Blomkvist (1947, Detektiv Blomkvist), švédský film, režie Rolf Husberg.
- Pippi Långstrump (1949, Pipi Dlouhá punčocha), švédský film, režie Per Gunvall.
- Mästerdetektiven och Rasmus (1953, Velký detektiv a Rasmus), švédský film, režie Rolf Husberg.
- Luffaren och Rasmus (1955, Tulák Rasmus), švédský film, režie Rolf Husberg.
- Rasmus, Pontus och Toker (1956, Kluci darebáci a pes), švédský film, režie Stig Olin.
- Mästerdetektiven lever farligt (1957, Velký detektiv žije nebezpečně), švédský film, režie Olle Hellbom.
- Alla vi barn i Bullerbyn, (1960, Děti z Bullerbynu), švédský film, režie Olle Hellbom.
- Pippi Longstocking (1961, Pipi Dlouhá punčocha), patnáctá episoda druhé řady amerického televizního seriálu Shirley Temple's Storybook.
- Bara roligt i Bullerbyn (1961, V Bullerbynu je stále veselo), švédský film, režie Olle Hellbom.
- Vi på Saltkråkan (1964, My z ostrova Saltkräkan), švédský televizní seriál, režie Olle Hellbom. Na základě popularity seriálu vznikly ještě čtyři navazující filmy od stejného režiséra.
  - Tjorven, Båtsman och Moses (1964),
  - Tjorven och Skrållan (1965),
  - Tjorven och Mysak (1966),
  - Skrållan, Ruskprick och Knorrhane (1967).
- Mästerdetektiven Blomkvist på nya äventyr (1966, Nová dobrodružství detektiva Blomkvista), švédský film, režie Etienne Glaser.
- Vi på Saltkråkan (1964, My z ostrova Saltkräkan), švédský film, režie Olle Hellbom.
- Малыш и Карлсон (1968, Kluk a Karkulín), ruský sovětský krátký animovaný film, režie Boris Stěpancev.
- Pippi Långstrump (1969, Pipi Dlouhá punčocha), švédský televizní seriál, režie Olle Hellbom.
- Pippi Långstrump (1969, Pipi Dlouhá punčocha), švédsko-německý film, režie Olle Hellbom.
- Här kommer Pippi Långstrump (1969, česky uvedeno jako Pippi se připravuje na Vánoce), švédsko-německý film, režie Olle Hellbom.
- Pippi Långstrump på de sju haven (1970, česky uvedeno jako Pippi v zemi Taka-Tuka), švédsko-německý film, režie Olle Hellbom.
- På rymmen med Pippi Långstrump (1970, česky uvedeno jako Pippi na útěku), švédsko-německý film, režie Olle Hellbom.
- Карлсон вернулся (1970, Karkulín se vrátil), ruský sovětský krátký animovaný film, režie Boris Stěpancev.
- Emil i Lönneberga (1971, Emil Neplecha), švédsko-německý film, režie Olle Hellbom.
- Малыш и Карлсон, который живёт на крыше (1971, Kluk a Karkulín ze střechy), ruský sovětský film, režie Margarita Mikaeljan a Valentin Pluček.
- Podezřelé prázdniny (1972), československá minisérie, režie Ludvík Ráža.
- Nya hyss av Emil i Lönneberga (1972, Emilovy skopičiny), švédsko-německý film, režie Olle Hellbom.
- Emil och griseknoen (1973, Emilovy další skopičiny), švédsko-německý film, režie Olle Hellbom.
- Världens bästa Karlsson (1974, Karkulín ze střechy), švédský film, režie Olle Hellbom.
- Emil i Lönneberga (1975–1976, Emil Neplecha), čtyřdílný švédský televizní seriál, režie Olle Hellbom.
- Приключения Калле-сыщика (1976, Dobrodružství detektiva Kalleho), dvoudílný ruský sovětský televizní film, režie Arunas Žebriunas.
- Bröderna Lejonhjärta (1977, Bratři Lví srdce), švédský film, režie Olle Hellbom.
- Så går det till på Saltkråkan (1977–1978, Jaké je to na Saltkråkanu), švédský televizní seriál, režie Olle Hellbom.
- Расмус-бродяга (1978, Rasmus tulákem), ruský sovětský film, režie Maria Muatová.
- Madicken (1979, Madynka), švédský televizní seriál, režie Göran Graffman.
- Du är inte klok, Madicken (1979, Jsi blázen, Madynko), švédský film, režie Göran Graffman.
- Madicken på Junibacken (1980, Madynka zachránkyně), švédský film, režie Göran Graffman.
- Rasmus på luffen (1981, Rasmus tulákem), švédský film, režie Olle Hellbom.
- Пеппи Длинныйчулок (1982, Pipi Dlouhá punčocha), ruský sovětský film, režie Margarita Mikaeljan.
- Karlsson på taket (1984, Karkulín ze střechy), švédský televizní film, režie Olle Hellbom.
- Ronja Rövardotter (1984, Ronja, dcera loupežníka), švédský film, režie Tage Danielsson.
- Bröderna Lejonhjärta (1985, Bratři Lví srdce), švédský televizní seriál, režie Olle Hellbom.
- Pippi Longstocking (1985, Pipi Dlouhá punčocha), americký televizní film, režie Colin Chilvers.
- Emila nedarbi (1985, Emil Neplecha), lotyšský sovětský televizní film, režie Varis Brasla.
- Rasmus på luffen (1986, Rasmus tulákem), švédský televizní seriál, režie Olle Hellbom.
- Alla vi barn i Bullerbyn (1986, Děti z Bullerbynu), švédský film, režie Lasse Hallström.
- Ronja Rövardotter (1984, Ronja, dcera loupežníka), švédský televizní film, režie Tage Danielsson.
- Mio, min Mio (1987, Mio, můj Mio), švédsko-sovětsko-norský film, rusky Мио, мой Мио, režie Vladimir Grammatikov.
- Mer om oss barn i Bullerbyn (1987, Víc o nás dětech z Bullerbynu), švédský film, režie Lasse Hallström.
- Alla vi barn i Bullerbyn (1987, Děti z Bullerbynu), švédský televizní seriál, režie Lasse Hallström.
- The New Adventures of Pippi Longstocking (1988, Nová dobrodružství Pipi Dlouhé punčochy), švédsko-americký film, režie Ken Annakin.
- Godnatt, herr luffare! (1988), švédský krátký film na základě příběhu z knihy Kajsa Nebojsa, režie Daniel Bergman.
- Gull-Pian (1988), švédský krátký film na základě příběhu z knihy Kajsa Nebojsa, režie Staffan Götestam.
- Allrakäraste Syster (1988, Nejmilejší sestra), švédský krátký film, režie Göran Carmback.
- Hoppa högst (1988), švédský krátký film na základě příběhu z knihy Kajsa Nebojsa, režie Johanna Hald.
- Peter och Petra (1989, Petr a Petra), švédský film, režie Agneta Elers-Jarleman.
- Nånting levande åt Lame-Kal (1990), švédský krátký film na základě příběhu z knihy Kajsa Nebojsa, režie Magnus Nanne.
- Nils Karlsson Pyssling (1990, Skřítek Nil Karlsson), švédský film, režie Staffan Götestam.
- Ohrožené prázdniny (1991), československá minisérie, režie Libuše Koutná.
- Kajsa Kavat (1991, Kajsa Nebojsa), švédský krátký film, režie Daniel Bergman.
- Lotta på Bråkmakargatan (1992, Lotta z Rošťácké uličky), švédský film, režie Johanna Hald.
- Lotta på Bråkmakargatan (1992, Lotta z Rošťácké uličky), švédský televizní seriál, režie Johanna Hald.
- Lotta 2 – Lotta flyttar hemifrån (1993, Lotta 2), švédský film, režie Johanna Hald.
- Kalle Blomkvist – Mästerdetektiven lever farligt (1996, Velký detektiv Kalle Blomkvist žije nebezpečně), švédský film, režie Göran Carmback.
- Pippi Longstocking (1997, Pipi Dlouhá punčocha), švédsko-německo-kanadský animovaný film, režie Michael Schaack a Clive A. Smith.
- Kalle Blomkvist och Rasmus (1997, Kalle Blomkvist a Rasmus), švédský film, režie Göran Carmback.
- Pippi Longstocking (1998, Pipi Dlouhá punčocha), kanadský animovaný televizní seriál, režie Paul Riley.
- Pippi Långstrump i Söderhavet (1999, Pipi Dlouhá punčocha v Tichomoří), švédský animovaný film, režie Paul Riley.
- Kalle Blomkvist – Mästerdetektiven lever farligt (2001, Velký detektiv Kalle Blomkvist žije nebezpečně), švédský televizní film, režie Göran Carmback.
- Kalle Blomkvist och Rasmus (1997, Kalle Blomkvist a Rasmus), švédský televizní film, režie Göran Carmback.
- Karlsson på taket (2002, Karkulín ze střechy), švédský animovaný film, režie Vibeke Idsøe.
- Tomte Tummetott und der Fuchs (2007), německý animovaný film, režie Sandra Schießl.
- Sanzoku no Musume Ronja (2014, Ronja, dcera loupežníka), japonský animovaný film, režie Goró Mijazak.
- Unge Astrid (2018, Zrodila se Astrid), švédský životopisný film, režie Pernille Fischer Christensen

## Česká vydání
- Děti z Bullerbynu, SNDK, Praha 1962, přeložil Břetislav Mencák, znovu 1968 a SNDK, Praha 1974, 1981, 1986, 1991, 1995, 1997, 1998, 2000, 2002, 2004, 2009, 2013 a 2014.
- Kalle Blomkvist zasahuje, SNDK, Praha 1964, přeložil Jan Rak, znovu 2003 a 2009.
- Detektiv Kalle má podezření, Albatros, Praha 1970, přeložila Olga Štrosová, znovu 2008 a Ivo Železný, Praha 1993 a 2001.
- Svěřte případ Kallovi, Albatros, Praha 1971, přeložila Olga Štrosová, znovu 2002 a 2008.
- Emil Neplecha, Albatros, Praha 1975, přeložila Božena Köllnová.
- Pipi Dlouhá punčocha, Albatros, Praha 1976, přeložila Jana Fürstová, souborné vydání všech tří knih o této postavě, znovu 1985 a 1993.
- Karkulín ze střechy, Albatros, Praha 1983, přeložil Libor Štukavec, znovu 2002, 2007, 2011 a 2018.
- Ronja, dcera loupežníka, Albatros, Praha 1987, přeložila Milena Nyklová, znovu 2000 a 2013.
- Lotta z Rošťácké uličky, Albatros, Praha 1992, přeložil Karel Šebesta, znovu 2001, 2005, 2009 a 2016.
- Bratři Lví srdce, Albatros, Praha 1992, přeložila Jarka Vrbová, znovu 2001, 2008 a 2013.
- My z ostrova Saltkråkan, Albatros, Praha 1994, přeložila Jana Svatošová, znovu 1998, 2004 a 2018.
- Pipi Dlouhá punčocha, Albatros, Praha 1996, přeložil Josef Vohryzek, znovu 1999, 2001, 2005, 2010 a 2015.
- Mio, můj Mio, Albatros, Praha 1996, přeložila Jana Vaňková, znovu 2004.
- Madynka, Albatros, Praha 1998, přeložila Jarka Vrbová, znovu 2004 a 2009
- Madynka zachránkyně, Albatros, Praha 1999, přeložila Jarka Vrbová, znovu 2007 a 2013.
- Rasmus tulákem, Albatros, Praha 2003, přeložila Jarka Vrbová, znovu 2011.
- Já chci taky do školy, Albatros, Praha 2003, přeložila Jarka Vrbová, znovu 2011.
- Emilovy skopičiny, Albatros, Praha 2003, přeložila Dagmar Hartlová, znovu 2014.
- Kluci darebáci a pes, Albatros, Praha 2004, přeložila Dagmar Hartlová, znovu 2008.
- Karkulín je nejlepší, Albatros, Praha 2004, přeložil Lubor Štukavec, znovu 2011 a 2016.
- Vánoční příběhy, Albatros, Praha 2005, přeložili Břetislav Mencák, Karel Šebesta a Jarka Vrbová, znovu 2010.
- Emilovy další skopičiny, Albatros, Praha 2005, přeložila Dagmar Hartlová, znovu 2013.
- Emil a Ida, Albatros, Praha 2006, přeložila Dagmar Hartlová.
- Kajsa Nebojsa, Albatros, Praha 2006, přeložila Jarka Vrbová, znovu 2016.
- Ronja, dcera loupežníka, Albatros, Praha 2007, přeložila Olga Kühnelová, znovu a 2018.
- Já ještě nechci jít spát, Albatros, Praha 2007, přeložila Jarka Vrbová, znovu 2012.
- Dráček s červenýma očima, Albatros, Praha 2007, přeložila Jarka Vrbová, znovu 2013.
- Strašidlo Sušinka – největší bubák ve Smålandu, Albatros, Praha 2008, přeložila Jarka Vrbová.
- Petr a Petra, Albatros, Praha 2009, přeložila Jarka Vrbová.
- Zlodějíček Bubla Albatros, Praha 2009, přeložila Jarka Vrbová.
- Jižní louka, Albatros, Praha 2012, přeložila Jarka Vrbová.[6]
- Vánoční večírek Pipi Dlouhé punčochy, Albatros, Praha 2014, přeložila Dagmar Hartlová
- Skřítek Nils, Albatros, Praha 2015, přeložila Jarka Vrbová
- Válečné deníky 1939–1945, Slovart, Praha 2018, přeložila Jitka Herčíková.
- Třikrát detektiv Kalle, Albatros, Praha 2018, přeložili Olga Štrosová a Jan Rak, souborné vydání knih Detektiv Kalle má podezření, Svěřte případ Kallovi a Kalle Blomkvist zasahuje.

## Pojmenované po Astrid Lingrenové
- Cena Astrid Lindgrenové: udělovaná od roku 1967 nakladatelstvím Rabén & Sjögren švédským spisovatelům
- Pamětní cena Astrid Lindgrenové za literaturu: udělovaná od roku 2003 švédskou vládou spisovatelům z celého světa
- Astrid Lindgrens värld (Svět Astrid Lindgrenové): populární zábavní park v jejím rodném městě Vimmerby v kraji Kalmar v jižním Švédsku.